# Larned, Kansas
Larned är administrativ huvudort i Pawnee County i Kansas. Orten har fått sitt namn efter Fort Larned som i sin tur uppkallades efter militären Benjamin F. Larned. Enligt 2020 års folkräkning hade Larned 3 769 invånare.